# سرخس شناور
سرخس شناور (نام علمی: Salvinia natans) نام یک گونه از سرده سرخس آبی است.